# Kornati

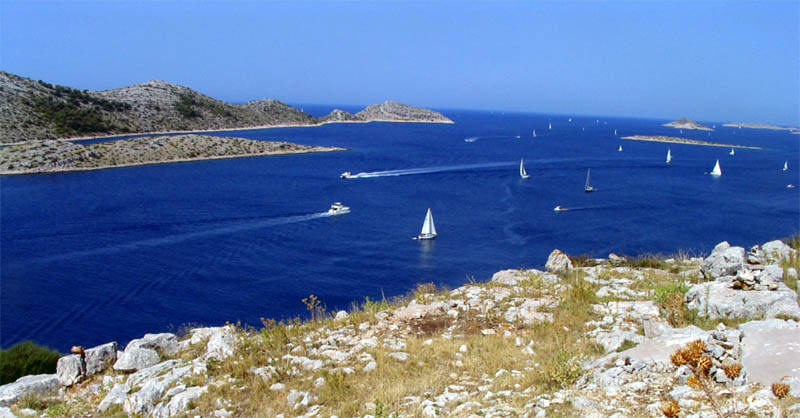
Vy från ön Kornat.

Kornati arkipelag ligger i Kroatien vid Dalmatiens kust. Arkipelagen består av 150 öar på en yta av 320 km². Södra delen av arkipelagen blev deklarerad som nationalpark 1980.
Kornat är den största ön i ögruppen. Den tar upp två tredjedelar av parkens landyta och är 25,2 km lång och 2,5 km bred.
Det finns inga permanenta bosättningar på Kornati. Det finns dock små stenhus i vikar som används av fiskare från fastlandet, främst från staden Murter. Några av de större vikarna med stenhus är Vruje, Kravjačica och Lavsa.